# Lista de prefeitos de Macapá
Esta é a lista de prefeitos da cidade de Macapá, capital do estado brasileiro do Amapá.
Entre a década de 1930 e meados da de 1940, o município teve prefeitos nomeados pelo governador do Pará, pois ainda pertencia ao Estado.
O prefeito da cidade de Macapá é Clécio Luis, eleito em outubro de 2012 com 50,59% dos votos válidos. O poder executivo da cidade é representado por ele e seu gabinete de secretários municipais, seguindo o modelo proposto pela Constituição Federal. Já o poder legislativo, é representado pela câmara municipal, ou seja, pelos 23 vereadores eleitos para cargos de quatro anos. Atualmente, a cidade tem 253,3 mil eleitores.
Macapá é o município com o maior número de eleitores, com 289.811 destes. Em seguida aparecem Santana, com 76.040 eleitores, Laranjal do Jari (28.621 eleitores), Oiapoque (19.013 eleitores) e Mazagão, Porto Grande e Vitória do Jari, com 14,8 mil, 13,3 mil e 9,7 mil eleitores, respectivamente. O município com menor número de eleitores é Pracuuba, com 3,2 mil.
Tratando-se sobre partidos políticos, todos os 35 partidos políticos brasileiros possuem representação no estado. Conforme informações divulgadas pelo Tribunal Superior Eleitoral (TSE), com base em dados de abril de 2018, o partido político com maior número de filiados no Amapá é o Partido Socialismo e Liberdade (PSOL), com 10.583 membros, seguido do Partido Democrático Trabalhista (PDT), com 10.204 membros e do Partido da Social Democracia Brasileira (PSDB), com 7.589 filiados.
Completando a lista dos cinco maiores partidos políticos no estado, por número de membros, estão o Partido dos Trabalhadores (PT), com 7.045 membros; e o Democratas(DEM), com 6.547 membros. Ainda de acordo com o Tribunal Superior Eleitoral, o Partido Novo (NOVO) e o Partido Pátria Livre (PPL) são os partidos políticos com menor representatividade na unidade federativa, com 17 e 219 filiados, respectivamente.

## Brasil Colônia (1750-1822)
| Prefeito | Prefeito                         | Início do mandato      | Fim do mandato          |
| 1        | Manoel Pereira de Abreu          | 1° de junho de 1750    | 6 de agosto de 1751     |
| 2        | João Batista do Livramento       | 7 de agosto de 1751    | 15 de abril de 1753     |
| 3        | Francisco Cordeiro Manso         | 16 de abril de 1753    | 22 de janeiro de 1754   |
| 4        | Nuno da Cunha Ataíde Verona      | 23 de janeiro de 1754  | 16 de agosto de 1763    |
| 5        | Teodósio Constantino de Chermont | 17 de agosto de 1763   | 4 de fevereiro de 1769  |
| 6        | Marcos José Monteiro de Carvalho | 5 de fevereiro de 1769 | 19 de julho de 1772     |
| 7        | Manuel da Gama Lobo d'Almeida    | 20 de julho de 1772    | 18 de janeiro de 1789   |
| 8        | Manuel Gonçalves Minerva         | 19 de janeiro de 1789  | 30 de setembro de 1799  |
| 9        | Pedro Alexandrino de Sousa       | 1.º de outubro de 1799 | 30 de agosto de 1819    |
| 10       | Inácio Antonio da Silva          | 31 de agosto de 1819   | 1° de fevereiro de 1821 |
| 11       | António Ladislau Monteiro Brena  | 2 de fevereiro de 1821 | 10 de agosto de 1822    |

## Brasil Império (1822-1889)
| Prefeito | Prefeito                          | Início do mandato     | Fim do mandato         |
| 1        | João Henrique de Matos            | 11 de agosto de 1822  | 14 de março de 1830    |
| 2        | Francisco de Siqueira Monterrozzo | 15 de março de 1830   | 8 de setembro de 1835  |
| 3        | Joaquim José Romão de Almeida     | 9 de setembro de 1835 | 14 de novembro de 1889 |

## Brasil República (1889-atualidade)
| Nº                                        | Nome                             | Imagem                               | Partido                                          | Início do mandato       | Fim do mandato                              | Observações                              |
| Primeira República Brasileira (1889-1930) |                                  |                                      |                                                  |                         |                                             |                                          |
| 1                                         | Joaquim José Romão de Almeida    |                                      | PRF                                              | 15 de novembro de 1889  | 13 de julho de 1900                         |                                          |
| 2                                         | Pompeu Aureliano de Moura        |                                      | PRF                                              | 14 de julho de 1900     | 28 de junho de 1901                         |                                          |
| 3                                         | Coriolano Jucá                   |                                      | Partido Republicano PR                           | 29 de junho de 1901     | 20 de novembro de 1910                      | Intendente                               |
| 4                                         | Manuel Teodoro Mendes            |                                      | Partido Liberal PL                               | 21 de novembro de 1910  | 3 de janeiro de 1914                        | Intendente                               |
| 5                                         | Leopoldo Machado                 |                                      | PRC                                              | 4 de janeiro de 1914    | 12 de abril de 1920                         | Intendente                               |
| 6                                         | Alexandre Vaz Tavares            |                                      | Partido Liberal PL                               | 13 de abril de 1920     | 18 de setembro de 1921                      | Intendente                               |
| 7                                         | Ernestino Borges                 |                                      | Partido Republicano PR                           | 19 de setembro de 1921  | 6 de março de 1922                          | Intendente                               |
| 8                                         | Jorge Hurley                     |                                      | PRC                                              | 7 de março de 1922      | 4 de agosto de 1926                         | Intendente                               |
| 9                                         | Otávio Acioli Ramos              |                                      | PPR                                              | 5 de agosto de 1926     | 31 de outubro de 1930                       | Intendente                               |
| Era Vargas (1930-1945)                    |                                  |                                      |                                                  |                         |                                             |                                          |
| —                                         | Otávio Acioli Ramos              |                                      | PPR                                              | 1° de novembro de 1930  | 31 de dezembro de 1931                      | Prefeito nomeado                         |
| 10                                        | Jacinto Boutinelli               |                                      | Partido Progressista PP                          | 1° de janeiro de 1932   | 5 de maio de 1932                           | Prefeito nomeado                         |
| 11                                        | Eliezer Levy                     |                                      | Partido Progressista PP                          | 6 de maio de 1932       | 6 de setembro de 1935                       | Prefeito nomeado                         |
| 12                                        | Francisco Ramos Soares           |                                      | Aliança Liberal AL                               | 7 de setembro de 1935   | 31 de dezembro de 1936                      | Prefeito nomeado                         |
| 13                                        | Eliezer Levy                     |                                      | Partido Progressista PP                          | 1.º de janeiro de 1937  | 31 de dezembro de 1937                      | Prefeito nomeado                         |
| 14                                        | Sílvio Ferreira Sá               |                                      | Aliança Liberal AL                               | 1.º de janeiro de 1938  | 14 de outubro de 1941                       | Prefeito nomeado                         |
| 15                                        | João Ferreira Sá                 |                                      | Aliança Liberal AL                               | 15 de outubro de 1941   | 31 de dezembro de 1941                      | Prefeito nomeado                         |
| 16                                        | Eliezer Levy                     |                                      | Partido Progressista PP                          | 1.º de janeiro de 1942  | 3 de julho de 1944                          | Prefeito nomeado                         |
| 17                                        | Odilardo Silva                   |                                      | Aliança Liberal AL                               | 4 de julho de 1944      | 14 de maio de 1945                          | Prefeito nomeado                         |
| 18                                        | Jacy Barata Jucá                 |                                      | Partido Social Democrático PSD                   | 15 de maio de 1945      | 31 de dezembro de 1945                      | Prefeito nomeado                         |
| Segunda República Brasileira (1945-1964)  |                                  |                                      |                                                  |                         |                                             |                                          |
| 19                                        | Jacy Barata Jucá                 |                                      | Partido Social Democrático PSD                   | 1.º de janeiro de 1946  | 2 de fevereiro de 1947                      | Prefeito nomeado                         |
| 20                                        | José Serra e Silva               |                                      | Partido Social Democrático PSD                   | 3 de fevereiro de 1947  | 30 de janeiro de 1950                       | Prefeito nomeado                         |
| 21                                        | Edílson Borges de Oliveira       |                                      | Partido Social Democrático PSD                   | 31 de janeiro de 1950   | 14 de março de 1951                         | Prefeito nomeado                         |
| 22                                        | Claudomiro de Moraes             |                                      | Partido Trabalhista Brasileiro PTB               | 15 de março de 1951     | 30 de agosto de 1951                        | Prefeito nomeado                         |
| 23                                        | Heitor de Azevedo Picanço        |                                      | Partido Trabalhista Brasileiro PTB               | 31 de agosto de 1951    | 25 de novembro de 1952                      | Prefeito nomeado                         |
| 24                                        | Claudomiro de Moraes             |                                      | Partido Trabalhista Brasileiro PTB               | 26 de novembro de 1952  | 31 de dezembro de 1954                      | Prefeito nomeado                         |
| 25                                        | Cláudio Carvalho do Nascimento   |                                      | Partido Progressista PP                          | 1.º de janeiro de 1955  | 14 de março de 1955                         | Prefeito nomeado                         |
| 26                                        | Edílson Borges de Oliveira       |                                      | Partido Social Democrático PSD                   | 15 de março de 1955     | 31 de dezembro de 1956                      | Prefeito nomeado                         |
| 27                                        | Heitor de Azevedo Picanço        |                                      | Partido Social Democrático PSD                   | 1.º de janeiro de 1957  | 30 de março de 1961                         | Prefeito nomeado                         |
| 28                                        | Ronaldo Tavares Souto Maior      |                                      | Partido Social Progressista PSP                  | 1.º de abril de 1961    | 6 de setembro de 1961                       | Prefeito nomeado                         |
| 29                                        | Amaury Guimarães Farias          |                                      | Partido Social Progressista PSP                  | 7 de setembro de 1961   | 10 de novembro de 1961                      | Prefeito nomeado                         |
| 30                                        | Otávio Gonçalves de Oliveira     |                                      | Partido Social Progressista PSP                  | 11 de novembro de 1961  | 20 de dezembro de 1962                      | Prefeito nomeado                         |
| 31                                        | Jacy Barata Jucá                 |                                      | Partido Social Democrático PSD                   | 21 de dezembro de 1962  | 30 de janeiro de 1963                       | Prefeito nomeado                         |
| 32                                        | João Batista Travassos de Arruda |                                      | Partido Trabalhista Nacional PTN                 | 31 de janeiro de 1963   | 24 de março de 1963                         | Prefeito nomeado                         |
| 33                                        | Mário Luiz Barata                |                                      | Partido Trabalhista Brasileiro PTB               | 25 de março de 1963     | 6 de abril de 1964                          | Prefeito nomeado                         |
| Regime Militar (1964-1985)                |                                  |                                      |                                                  |                         |                                             |                                          |
| 34                                        | Edmundo Wanderley Chaves         |                                      | Aliança Renovadora Nacional ARENA                | 7 de maio de 1964       | 16 de agosto de 1964                        | Prefeito nomeado                         |
| 35                                        | Renée de Azevedo Limmounche      |                                      | ARENA                                            | 17 de agosto de 1964    | 30 de abril de 1965                         | Prefeito nomeado                         |
| 36                                        | Aristeu Loureiro Accioli Ramos   |                                      | ARENA                                            | 1.º de maio de 1965     | 3 de julho de 1965                          | Prefeito nomeado                         |
| 37                                        | Alfredo Oliveira                 |                                      | ARENA                                            | 4 de julho de 1965      | 1° de dezembro de 1965                      | Prefeito nomeado                         |
| 38                                        | Douglas Lobato Lopes             |                                      | ARENA                                            | 2 de dezembro de 1965   | 27 de abril de 1967                         | Prefeito nomeado                         |
| 39                                        | Augusto Fernando Porto Carrero   |                                      | ARENA                                            | 28 de abril de 1967     | 30 de abril de 1968                         | Prefeito nomeado                         |
| 40                                        | Guilherme Paulo Hettenhauser     |                                      | ARENA                                            | 1.º de maio de 1968     | 13 de junho de 1968                         | Prefeito nomeado                         |
| 41                                        | Raimundo Ubaldo Figueira         |                                      | ARENA                                            | 14 de junho de 1968     | 1° de maio de 1969                          | Prefeito nomeado                         |
| 42                                        | João de Oliveira Côrtes          |                                      | ARENA                                            | 2 de maio de 1969       | 31 de julho de 1972                         | Prefeito nomeado                         |
| 43                                        | Rubens Antonio Albuquerque       |                                      | ARENA                                            | 1.º de agosto de 1972   | 31 de dezembro de 1972                      | Prefeito nomeado                         |
| 44                                        | Lourival Benvenuto da Silva      |                                      | ARENA                                            | 1.º de janeiro de 1973  | 31 de julho de 1974                         | Prefeito nomeado                         |
| 45                                        | Cleyton Figueiredo de Azevedo    |                                      | ARENA                                            | 1.º de agosto de 1974   | 31 de outubro de 1978                       | Prefeito nomeado                         |
| 46                                        | Newton Douglas Barata dos Santos |                                      | ARENA                                            | 1.º de novembro de 1978 | 14 de dezembro de 1978                      | Prefeito nomeado                         |
| 47                                        | Domício Campos de Magalhães      |                                      | ARENA                                            | 15 de dezembro de 1978  | 20 de agosto de 1980                        | Prefeito nomeado                         |
| 48                                        | Murilo Pinheiro                  |                                      | Partido Democrático Social PDS                   | 21 de agosto de 1980    | 28 de julho de 1985                         | Prefeito nomeado                         |
| 49                                        | Jonas Borges                     |                                      | Partido Trabalhista Brasileiro PTB               | 29 de julho de 1985     | 31 de dezembro de 1985                      | Prefeito nomeado                         |
| Nova República (1985-presente)            |                                  |                                      |                                                  |                         |                                             |                                          |
| 50                                        | Raimundo de Azevedo Costa        |                                      | Partido do Movimento Democrático Brasileiro PMDB | 1° de janeiro de 1986   | 31 de dezembro de 1988                      | 1° Prefeito eleito em sufrágio universal |
| 51                                        | João Capiberibe                  |                                      | Partido Socialista Brasileiro PSB                | 1.º de janeiro de 1989  | 31 de dezembro de 1992                      | Prefeito eleito em sufrágio universal    |
| 52                                        | Papaléo Paes                     |                                      | Partido da Social Democracia Brasileira PSDB     | 1.º de janeiro de 1993  | 31 de dezembro de 1996                      | Prefeito eleito em sufrágio universal    |
| 53                                        | Anníbal Barcellos                |                                      | Partido da Frente Liberal PFL                    | 1° de janeiro de 1997   | 31 de dezembro de 2000                      | Prefeito eleito em sufrágio universal    |
| 54                                        | João Henrique Pimentel           |                                      | Partido Socialista Brasileiro PSB                | 1.º de janeiro de 2001  | 31 de dezembro de 2004                      | Prefeito eleito em sufrágio universal    |
| 54                                        | João Henrique Pimentel           | Partido dos Trabalhadores PT         | 1.º de janeiro de 2005                           | 31 de dezembro de 2008  | 1.º Prefeito reeleito em sufrágio universal |                                          |
| 55                                        | Roberto Góes                     |                                      | Partido Democrático Trabalhista PDT              | 1.º de janeiro de 2009  | 31 de dezembro de 2012                      | Prefeito eleito em sufrágio universal    |
| 56                                        | Clécio Luis                      |                                      | Partido Socialismo e Liberdade PSOL              | 1.º de janeiro de 2013  | 31 de dezembro de 2016                      | Prefeito eleito em sufrágio universal    |
| 56                                        | Clécio Luis                      | Rede Sustentabilidade REDE           | 1.º de janeiro de 2017                           | 31 de dezembro de 2020  | Prefeito reeleito em sufrágio universal     |                                          |
| 57                                        | Antônio Furlan                   |                                      | Cidadania                                        | 1.º de janeiro de 2021  | Em exercício                                | Prefeito eleito em sufrágio universal    |
| 57                                        | Antônio Furlan                   | Podemos                              |                                                  | 1.º de janeiro de 2021  | Em exercício                                | Prefeito eleito em sufrágio universal    |
| 57                                        | Antônio Furlan                   | Movimento Democrático Brasileiro MDB |                                                  | 1.º de janeiro de 2021  | Em exercício                                | Prefeito eleito em sufrágio universal    |